# 汉口国民政府外交部旧址
汉口国民政府外交部旧址，又称江汉关监督公署，是一处近代官署建筑，位于中华人民共和国湖北省武汉市江岸区一元路5号。该建筑建于1905年，江汉关监督公署在民国初年至1945年在此办公，1964年—2019年间这里用作武汉市档案馆（局）的机关，而建筑仅在1926—1927年间作为国民政府外交部机关使用。现建筑为湖北省文物保护单位。

## 历史
该建筑建于1905年，起初该建筑的情况不详。江汉关监督是清政府在1862年所设立的海关监督机关，1863年以此名行世，一开始的办公场所在大董家巷。1912年，北洋政府外交部在汉口德租界设立“外交部特派湖北交涉员公署”，江汉关监督便一同搬入此建筑办公，最后前者并入江汉关监督，是该建筑又称“江汉关监督公署”。在国民革命军北伐武汉后的1926—1927年间，该建筑一度作为国民政府外交部的机关大楼。武汉沦陷后，江汉关监督已经没有实质性工作业务，仅剩名号，最终在1945年1月国民政府财政部裁撤各海关监督，江汉关监督一切事务终止。
1959年，武汉市开始筹建市档案馆，1964年市档案馆在此建筑中成立，1969—1979年间改武汉市革命委员会档案馆，此后复名与武汉市档案局合署办公。2019年初，武汉市档案馆新馆建成，行政组织开启搬迁，2019年6月1日，市档案馆正式搬离此建筑。

## 建筑概述
该建筑为一栋砖混结构建筑，总共4层，地上3层、地下1层，设计者与施工方不可考。外立面呈现古典主义的三段构图，每段间皆有外立面装饰作为分割。基座由花岗岩砌筑，其上外部采用麻石砌筑，屋顶铺红瓦。一元路一侧的正立面正中设有14阶的台阶通向一层，其上为兼为2层阳台的门斗，阳台采用大理石花瓶状栏杆装饰，在门斗部分也设置爱奥尼柱点缀。一层窗户为竖向长条窗，窗间有外覆麻石的立柱；其余楼层皆为横向长条窗。内部全部铺有木地板，还有一处大楼梯通向地下室，地下室有一后门通往屋后花园。

## 建筑保护
1993年7月28日，建筑以“江汉关监督公署”的名义被武汉市人民政府列为第一批武汉市优秀历史建筑。2011年3月21日，建筑以“汉口国民政府外交部旧址”的名义被武汉市人民政府列为第五批武汉市文物保护单位。2014年6月22日，建筑以“汉口国民政府外交部旧址”的名义被湖北省人民政府公布为第六批湖北省文物保护单位。
建筑作为文物的保护范围：汉口国民政府外交部旧址及周围一定范围。以旧址外墙为界，东南面、西南面、西北面各向外延伸10米，东北面向外延伸5米至一元路现状道路边线。
建筑作为文物的建设控制地带：以保护范围为界，东南面、西南面各向外延伸20米，西北面向外延伸20米至胜利街规划道路中线，东北面向外延伸6米至一元路规划道路中线。